# Command & Conquer 4: Tiberian Twilight
Command & Conquer 4: Tiberian Twilight är ett realtidsstrategispel i Command & Conquer-serien utvecklat av EA Los Angeles. Det är det sista kapitlet av Command & Conquer: Tiberium-serien. Spelet släpptes i mars 2010. En trailer visades 24 juli 2009.